# María Fuster Martínez
María Fuster Martínez (4 de marzo de 1985 en Palma de Mallorca) es una deportista española que compite en natación. Su especialidad es el estilo libre.
Ha participado en los Juegos Olímpicos de Pekín 2008 en las categorías de 4x200 m libres y 4 x 100 m estilos, siendo eliminada junto a los equipos españoles en las series preliminares.
Es la vigente plusmarquista española de 100 metros libre (55.19) en piscina larga y de 50 (24.84) y 100 metros libres (53.02) en piscina de 25 metros.
- Datos: Q9030016